# باسیلیوس یکم
باسیلیوس مقدونی (به یونانی: Βασίλειος ὁ Μακεδών) (به انگلیسی: Basil I) در سال ۸۱۱ میلادی متولد شد و تا سال ۸۸۶ میلادی زندگی کرد. این امپراتور ارمنی نژاد بیزانس، بین سال‌های ۸۶۷ تا ۸۸۶ میلادی حکمرانی کرده و بنیان‌گذار دودمان مقدونیان بود.
باسیلیوس وی در خانواده‌ای روستایی در نزدیکی شهر آدریانوپل به دنیا آمد. هنگام کودکی به دست بلغارها اسیر شد، و کودکی را در میان بلغارها و در سرزمین مقدونیه کنونی گزراند. در بیست و پنج سالگی فرار کرد و به قسطنطنیه رفت.
باسیلیوس، همیشه آماده شایسته بود و هر کار را به او می‌سپردند، به خوبی از پس آن برمی‌آمد. از این رو به دلیل لیاقت بالا کم‌کم به مقام‌های بالاتری در دربار راه یافت. هنگامی که میخائیل در صدد پیدا کردن شوهری برای زن نخست خود بود، باسیلیوس زن روستایی خویش را طلاق گفت و با زن امپراتور ازدواج کرد. آن زن همچنان به خدمت به امپراتور ادامه داد. بدین ترتیب بیش از پیش به امپراتور نزدیک شد.

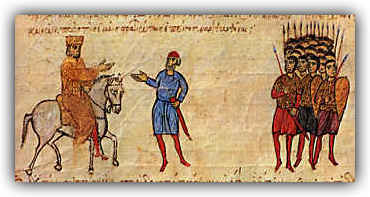
نگاره‌ای از باسیلیوس

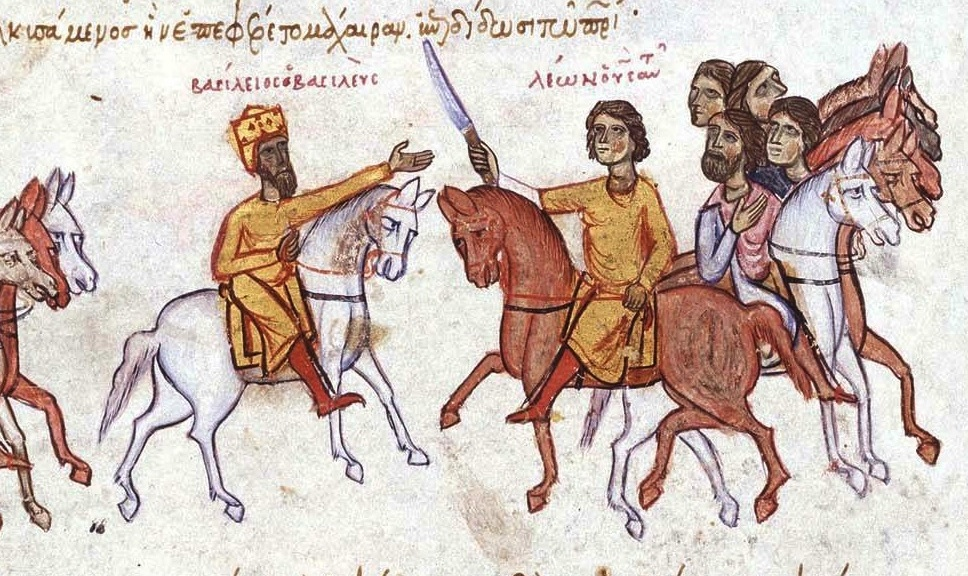
باسیلیوس و پسرش لئو.

وی میخائیل را نسبت به دایی‌اش سزار بارداس بدبین ساخت و وی را دست‌اندرکار دسیسه‌چینی برای امپراتور شدن جلوه داد و بدین وسیله اجازه کشتن بارداس را گرفت او را خفه کرد.
میخائیل که سال‌های تنها نام امپراتور را داشت و در عمل همه کار کشور را به دیگران واگذار کرده بود، باسیلیوس را پس از مرگ بارداس در امپراتوری شریک کرده و زمامداری کامل را به دست وی سپرد. هنگامی که میخائیل او را به کنار گذاشتن تهدید کرد، باسیلیوس نقشه کشتن میخائیل را کشید و سرانجام بدون رقیب، امپراتور شد.

## فرمانروایی
باسیلیوس دودمان تازه‌ای را در اروپا بنام دودمان مقدونیه‌ای پایه‌ریزی کرد.
سیاست وی این بود که با زمام‌داران اروپایی رابطه خوب داشته باشد، و با عربها دشمنی. در این راستا وی با لوئی دوم پادشاه ایتالیا همکاری کرد و با فرستادن ۱۳۹ کشتی به دریای آدریاتیک آنجا را از چنگ عربها درآورد.
باسیلیوس در سال ۸۸۶ میلادی در گذشت.
| پیشین: میخائیل سوم | امپراتور بیزانس ۸۸۶میلادی - ۸۶۷میلادی | بعدی: لئوی ششم |